# Ludvig Ohlsson
Johan Ludvig Ohlson, född 9 maj 1838 i Svennevads församling, Örebro län, död 6 oktober 1891 i Jakob och Johannes församling, Stockholm, var en svensk organist och musikhandlare.

## Biografi
Ohlson avlade musikdirektörsexamen vid Stockholms musikkonservatorium 1854 och anställdes i Isidor Dannströms pianoaffär 1856, som han senare övertog och namnet ändrades 1866 till J. Ludvig Ohlsons pianomagasin. Han var organist i Klara kyrka i Stockholm från 1868. 
Ohlson invaldes den 19 december 1875 som associé nr 82 av Kungliga Musikaliska Akademien och blev ledamot 453 den 28 september 1876. 
1883 erhöll han Vasaordens stjärna och band.
Han bildade i slutet av 1850-talet den s.k. Apotekarkvartetten där han ingick som 1:a bas. Övriga medlemmar var ett antal farmacie studerande nämligen Ernst Wadell (1:a tenor), Per Windahl (2:a tenor) och Frans Lundgren (2:a bas). Kvartetten var mycket uppskattad och anlitad i Stockholms dåtida societetsliv.
Under 1860-talet engagerade sig Ohlson som ledare i sällskapet N:s verksamhet i Stockholm. Sällskapets så kallade Antigonefest i La Croix salong 1864 blev en veritabel succé . Då framförde gruppen bland annat de stora Mendelssonska Antigonekörerna och Nordqvists Bachanal samt den kantat som Ohlson specialkomponerat för tillfället.
Sedan sällskapet N upplösts blev Ohlson ledare för den så kallade Schützka kvartetten som bland annat gav en bejublad föreställning 1876 under en studentkonsert i Uppsala. 1881 blev han "koralintendent" för den i Sverige framstående manskören Par Bricoles sångkör med många och betydelsefulla uppdrag i det svenska offentliga samhället.
I slutet av sin levnad understödde han ”Gubbkvarteten”, en samling av till åren komna skickliga musikaliska utövare. En levnadstecknare skriver efter hans död om honom följande:
”Ohlson, hjärtligt afhållen af alla med hvilka han kom i beröring, var fryntlig, godmodig och glad, hade ett lifligt temerament, kunde ofta bli ”arg som ett bi”, men var genast lika god igen – trumpenheten trifdes aldrig under samma tak som han, och hans friska, klingande skratt jagade snart bort denna objudna gäst, hvar helst den sökte tränga sig in.” 